# Дача на Максименка, 9
Да́ча на Макси́менка, 9 — колишній дачний будинок, розташований у кварталі між вулицями Федора Максименка, 3-ю і 4-ю лініями, що у Пущі-Водиці (Київ).
За визначенням дослідників, дача 1905 року — цінна пам'ятка цегляної дачної забудови початку ХХ сторіччя. Дачна споруда перебуває в занедбаному стані.
Наказом Міністерства культури України № 869 від 15 жовтня 2014 року будівля 1905 року поставлена на облік пам'яток архітектури (охоронний номер № 959-Кв).
До комплексу входив також будинок 1910 року, який був одним із найяскравіших зразків пуща-водицької дерев'яної дачної забудови початку ХХ сторіччя. Однак 2012 року пам'ятку знищила пожежа.

## Історія

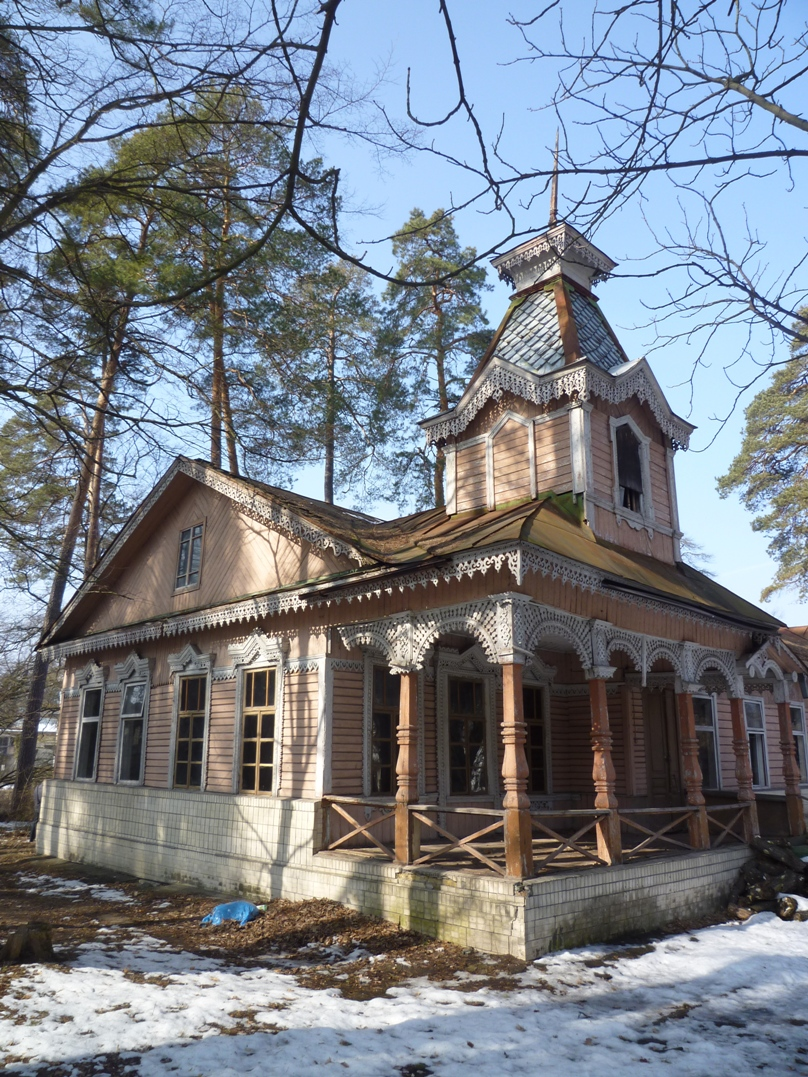
Дача 1910 року до знищення

1895 року територію Пуща-Водицького лісу передали під забудову дачного селища. Усім охочим надали дозвіл орендувати садиби за умови зведення дачного будинку впродовж двох років. Забудова в Пущі-Водиці пожвавилася 1897 року, коли почали активно розбудовувати Святошинські дачі.
Лісовий ландшафт, озера і відносно м'який клімат сприяли перетворенню Пущі-Водиці на кліматичний курорт.
1905 року на території садиби № 127, за тодішньою нумерацією, І. Міцкун збудував собі дачу. Дачний будинок 1910 року за однією версією належав І. Шефтелю, за іншою — М. Козловській, а з 1914 року — К. Пелешенку.
1922 року радянська влада націоналізувала садибу.
За радянських часів будівлі належали санаторію «Труд». У будинку 1905 року розміщувалась адміністрація санаторію, а в будинку 1910 року — бібліотека.
У грудні 2012 року будинок 1910 року згорів.

## Архітектура

### Дача 1905 року
Дачний будинок 1905 року розташований у північно-східному наріжжі санаторію серед листяних дерев.
Будинок вирішений у формі еклектизму.
Одноповерховий цегляний будинок поставлений на цегляний цоколь. Ззовні шальований дошками. Має бляшану покрівлю, балкові перекриття і дощану підлогу.
Фасад асиметричний. Акцентом виступає наріжна вежа, увінчана високою шатровою банею. Парадний вхід розташований на чоловому фасаді, ще один вхід — на тильному. Відкриті веранди накриті дахами, які спираються на різьблені дерев'яні стовпи. Пізніше з північного боку прибудували ще одну веранду.
Площини стін членовані прямокутними віконними прорізами, облямованими різьбленими лиштвами, надвіконними гуртами та наріжними лізенами.
Здвоєнні вікна прикрашені складним різьбленим сандриком.
Типовими проєктами дач у Пущі-Водиці передбачалось оздоблення будинків витонченими різьбленими арками й фільонками веранд, а також ажурними підзорами уздовж даху.

Дача 1905 року
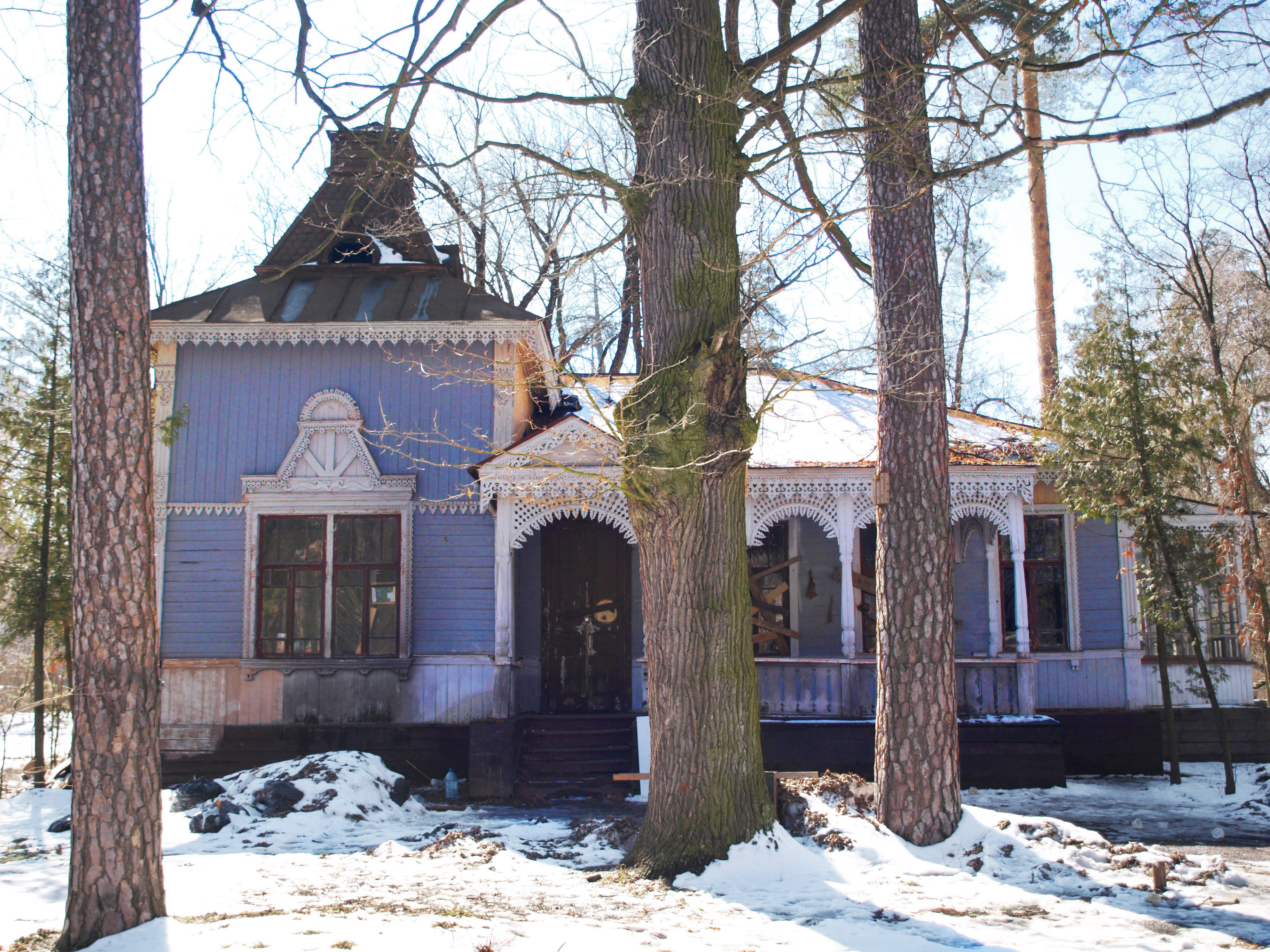
Фасад
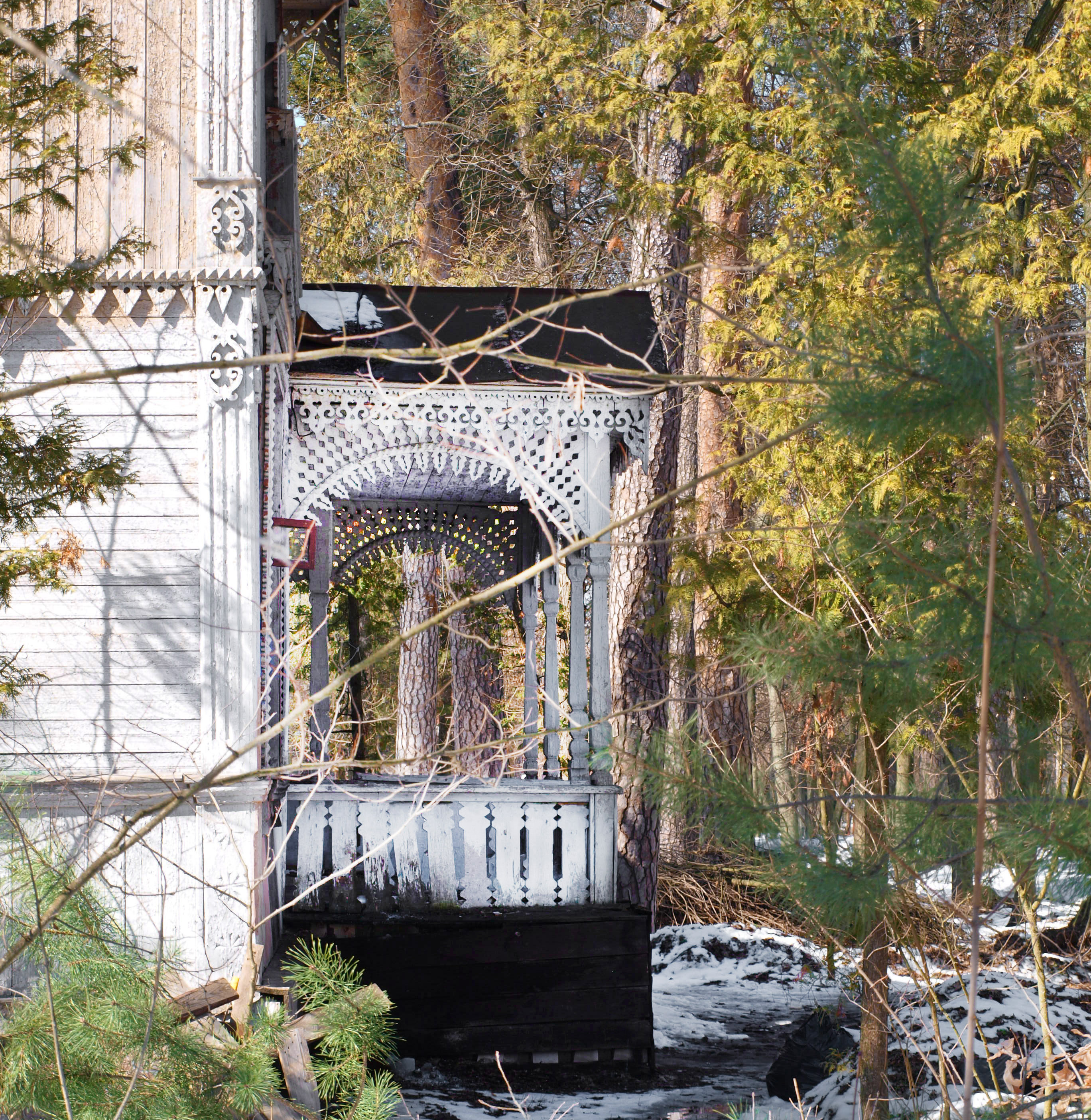
Веранда
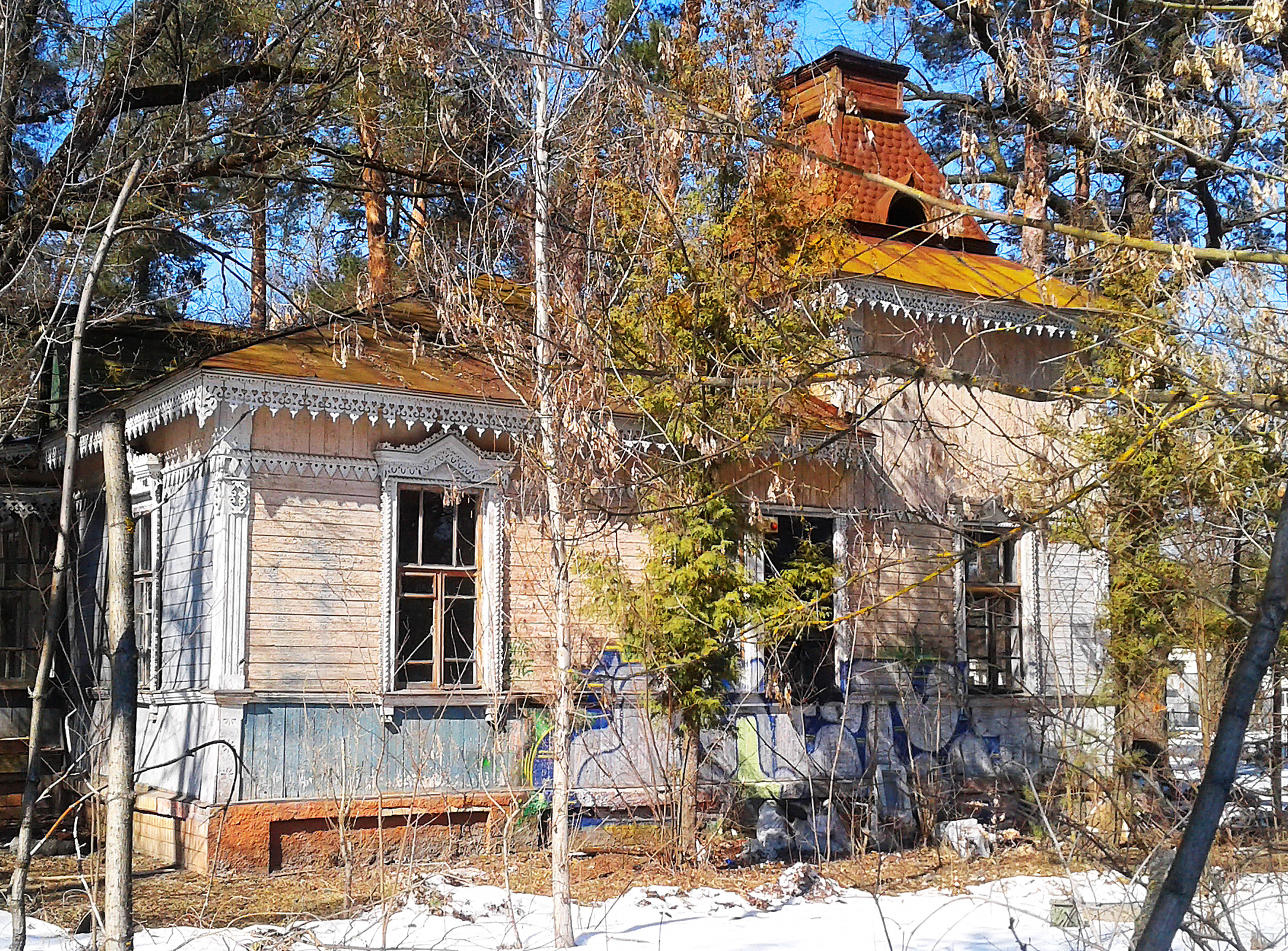
Південно-східний бік

### Дача 1910 року (втрачена)

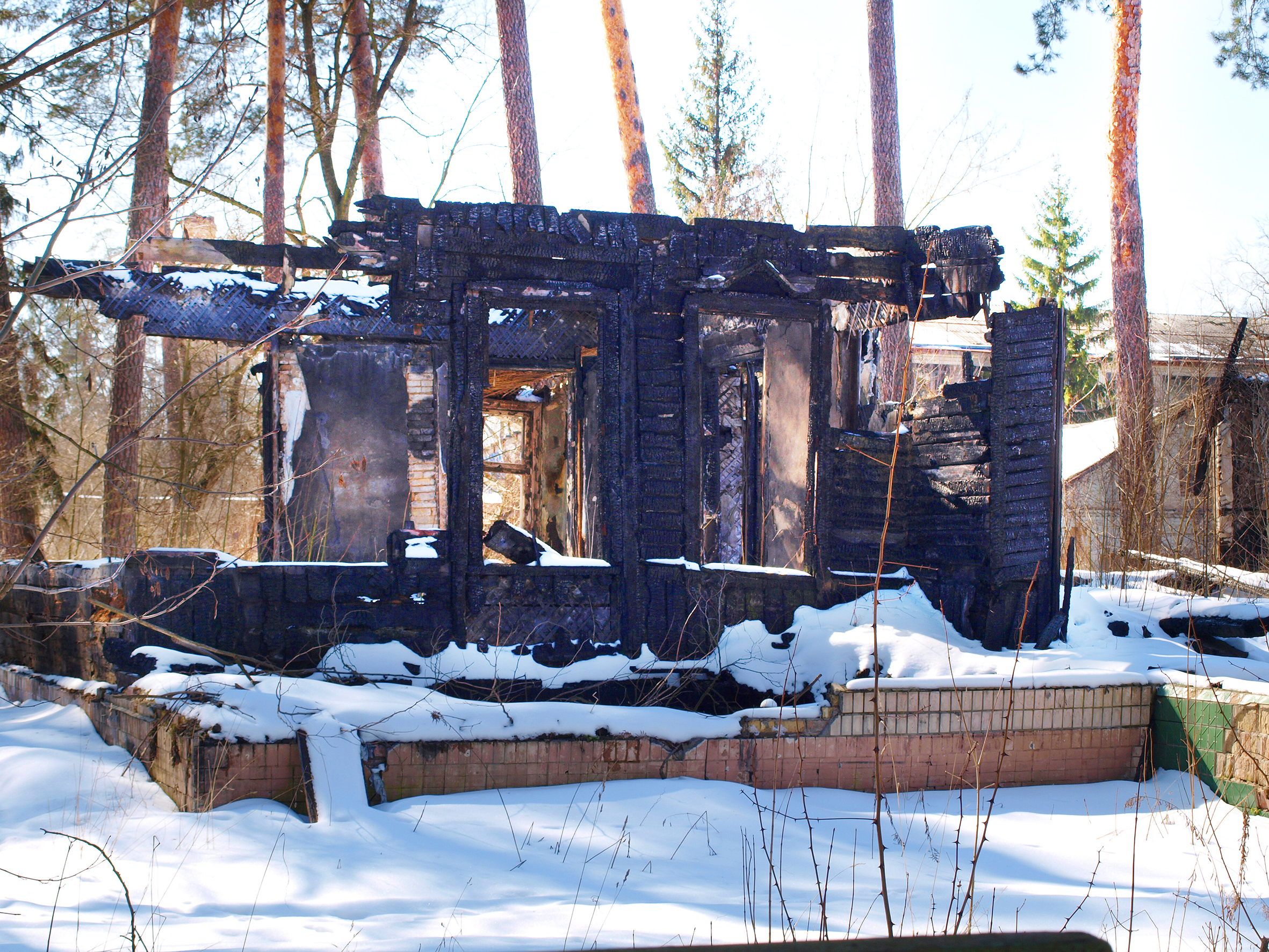
Рештки дачі 1910 року після пожежі

Дачний будинок 1910 року розташовувався у північно-західному наріжжі санаторію.
Потрактований у формах історизму з елементами неоренесансу.
Одноповерховий дерев'яний будинок був поставлений на високий цегляний цоколь. Стіни складені з бруса. Ззовні будівля була шальована дошками. Дача мала вальмовий дах на дерев'яних кроквах, бляшану покрівлю, дерев'яні перекриття і перегородки, балкові перекриття і дощану підлогу.
Композиція — симетрична. Віссю виступав центральний ризаліт, до якого прилягали відкриті веранди на різьблених стовпах. Веранди були увінчані високими вежами з критими лускуватим покриттям шатровими банями.